# Calisto sybilla
Calisto sybilla is een vlinder uit de onderfamilie Satyrinae van de familie Nymphalidae. De wetenschappelijke naam van de soort is voor het eerst geldig gepubliceerd in 1934 door Henry Walter Bates.